# Ulrike Wagner-Rau
Ulrike Wagner-Rau (* 1952 in Hamburg) ist eine deutsche evangelische Theologin und Hochschullehrerin.

## Leben
Nach dem Studium Evangelischer Theologie in Hamburg und Genf war Wagner-Rau von 1978 bis 1986 Vikarin und Pastorin der Nordelbischen Evangelisch-Lutherischen Kirche. Von 1986 bis 1997 arbeitete sie als wissenschaftliche Assistentin am Praktisch-Theologischen Institut der Christian-Albrechts-Universität Kiel. Dort promovierte sie 1991 mit einer Studie zur pastoralen Identität von Frauen (Zwischen Vaterwelt und Feminismus, Gütersloh 1992) und habilitierte sich 1999 (Segensraum Kasualpraxis in der Moderne, Stuttgart 2000). Von 1997 bis 2002 war sie Studienleiterin am Predigerseminar der Nordelbischen Kirche in Preetz. 2002 folgte sie dem Ruf auf die Professur für Praktische Theologie (Homiletik, Liturgik, Seelsorge) der Philipps-Universität Marburg. Von 2007 bis 2018 war sie Universitätspredigerin. Seit 2018 ist sie im Ruhestand.
Von 2003 bis 2018 war Ulrike Wagner-Rau Sachverständiges Mitglied der Liturgischen Konferenz. 
Seit 1994 ist sie ordentliches Mitglied und Supervisorin der Deutschen Gesellschaft für Pastoralpsychologie, Sektion Tiefenpsychologie. Seit 2021 leitet sie die Fort- und Weiterbildungskommission der Sektion T.

## Forschungsschwerpunkte
Ihre Forschungsschwerpunkte liegen in den Feldern Transformation der Religionspraxis in der Spätmoderne, Kasualtheorie, Professionstheorie des Pfarrberufs, Seelsorge und Pastoralpsychologie, Genderfragen in der Praktischen Theologie. Sie war langjährige Mitherausgeberin der Zeitschrift „Pastoraltheologie“ und der wissenschaftlichen Publikationsreihe „Praktische Theologie heute“ des Kohlhammer Verlages.

## Veröffentlichungen (Auswahl)
- Praktische Theologie. Ein Lehrbuch, Stuttgart 2024, 2. überarb Auflage (gemeinsam mit Kristian Fechtner, Jan Hermelink und Martina Kumlehn)
- Im Umfeld des Todes leben. Religiöse Transformation und kirchliche Praxis, Stuttgart 2024
- Geschlechterverhältnisse und Pfarrberuf im Wandel. Irritationen, Analysen und Forschungsperspektiven, Stuttgart 2013 (gemeinsam mit Simone Mantei und Regina Sommer)
- Auf der Schwelle. Das Pfarramt im Prozess kirchlichen Wandels, Stuttgart 2009, 2. Auflage 2011
- Segensraum. Kasualpraxis in der modernen Gesellschaft, 2. erweiterte und grundlegend überarbeitete Auflage, Stuttgart 2008
- Die halbierte Emanzipation? Fundamentalismus und Geschlecht, hg. gem. mit Elisabeth Rohr und Mechthild Jansen, Königstein 2007
- Gott ins Spiel bringen. Handbuch zum Neuen Evangelischen Pastorale, hg. gemeinsam mit Klaus Eulenberger und  Lutz Friedrichs, Gütersloh 2007
- Zwischen Vaterwelt und Feminismus. Eine Studie zur pastoralen Identität von Frauen, Gütersloh 1992